# Daniel Maclise

Daniel Maclise, Porträtfotografie um 1855

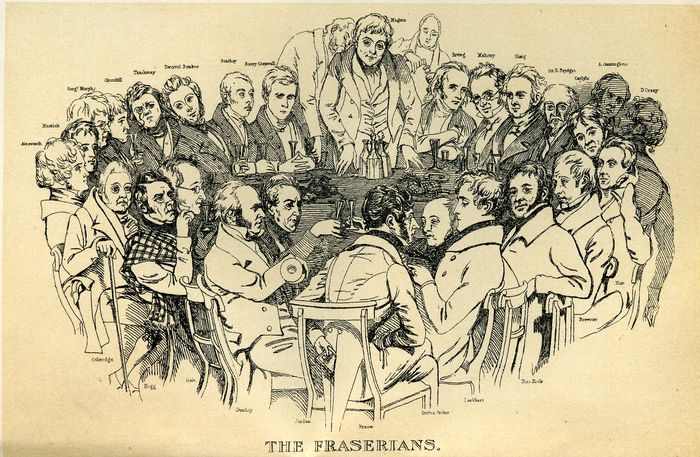
Die Autoren des Fraser’s, Stich nach der Zeichnung von Daniel Maclise im Fraser’s Magazine, 11. Januar 1835

Daniel Maclise RA (* 25. Januar 1806 in Cork in Irland; † 25. April 1870 in Chelsea) war ein irischer Maler.

## Leben
Maclise studierte auf der dortigen Kunstschule und wurde 1828 der Royal Academy of Arts (London) angenommen. Bereits im darauffolgenden Jahr konnte er anlässlich der jährlichen Akademie-Ausstellung mit einem Malvolio-Porträt (Shakespeare) debütieren. Im folgenden Jahr stellte er Porträts aus und bereiste Frankreich. 1831 gewann er die goldene Medaille für sein Gemälde Wahl des Herkules. Auch lieferte er für das Fraser’s Magazine zahlreiche Skizzen und Karikaturen sowie viele Bilder zu Dichtungen.
In die Royal Academy of Arts wurde er als Mitgliedsanwärter 1835 und 1840 zum Vollmitglied gewählt.
1844 und 1855 besuchte er Paris und in letzterem Jahr Italien. 1857 vollendete er eine Galerie von Skizzen aus der Geschichte der normannischen Eroberung Englands. 1859 ging er nach Berlin, um die Stereochromie zu studieren, und malte in dieser Manier die großen Wandgemälde: Die Begegnung Blüchers und Wellingtons bei Belle Alliance und Nelsons Tod (1864 vollendet) in der Royal Gallery.

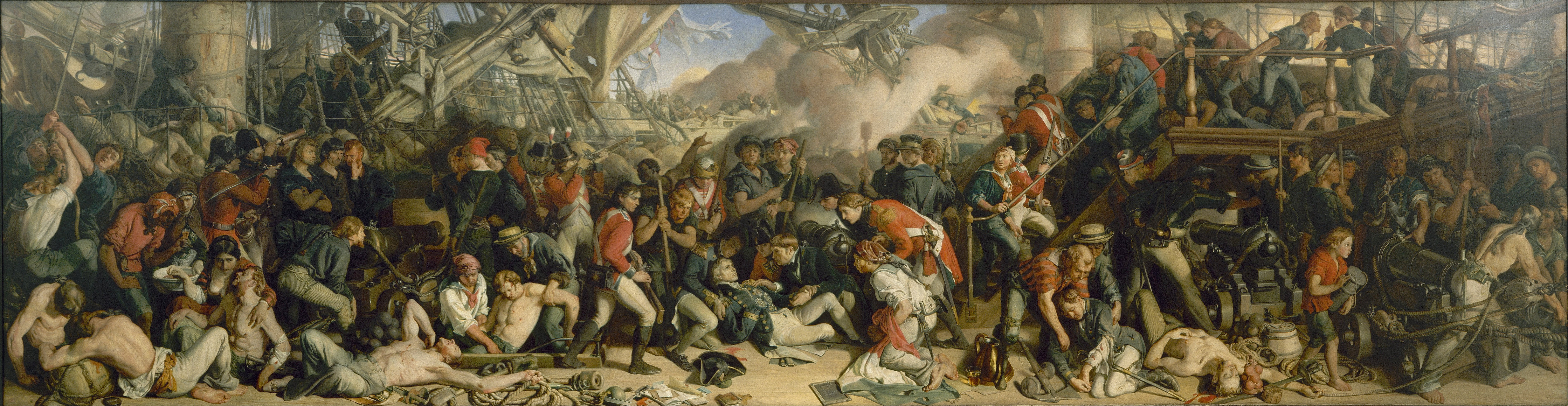
The Death of Nelson, Studie für ein Wandgemälde für den Westminster-Palast, 1859–64 (Walker Art Gallery)

Zu seinem Andenken wurde 1981 der Kunstverein in Cork Maclise Art Society benannt.